# Сонет 144
Сонет 144 (англ. Sonnet 144) — один из 154 сонетов, написанных Уильямом Шекспиром. В отличие от почти всех остальных, он был впервые опубликован И. Джаггардом в 1599 году в составе сборника «Страстный пилигрим». В 1609 году был включён в основной сборник сонетов, причём его текст изменился (Джаггард либо использовал раннюю редакцию, либо исказил авторский вариант). Дата написания неизвестна, существуют разные гипотезы на этот счёт. Результаты компьютерного анализа показывают, что сонеты со 127-го по 154-й были написаны в начале 1590-х годов, но не все исследователи с этим согласны. Возможно, Шекспир редактировал все сонеты до момента их публикации.
Предположительно первое издание не было авторизованным. Тем не менее начиная с 1711 года сонеты публикуются в той же последовательности, и учёные на основе изначальной нумерации раскрывают историю любовного треугольника, которая служит подтекстом для всего цикла.
144-й сонет относится к циклу стихотворений, посвящённых «смуглой леди»: в них Шекспир обращается к неназванной по имени женщине, которую явно противопоставляет классической для петраркистской поэзии светловолосой красавице. В 144-м сонете поэт пишет, что его влекут в разные стороны «худший дух» (дама) и «добрый ангел» (друг, предположительно адресат сонетов с 1-го по 127-й). Благодаря этому противопоставлению стихотворение пользовалось большой популярностью при жизни Шекспира. Возможно, оно пародируется в эпиграмме 15 в сборнике Томаса Роулендса «Кровопускание гуморов из головной вены» (1600).
Как почти все сонеты Шекспира (кроме 145-го), 144-й сонет написан пятистопным ямбом.